# Karel I van Württemberg
Karel Frederik Alexander (Stuttgart, 6 maart 1823 – aldaar, 6 oktober 1891) was van 1864 tot 1891 de derde koning van Württemberg. Hij was de zoon van koning Willem I en diens nicht Pauline van Württemberg. Hij studeerde in Berlijn en Tübingen. Op 13 juli 1846 trad hij in het huwelijk met grootvorstin Olga Nikolajevna, dochter van tsaar Nicolaas I. Zijn zus Sophia (1818-1877) was de latere koningin van Nederland en was gehuwd met Koning Willem III.
Met de dood van zijn vader werd Karel op 25 juni 1864 koning van Württemberg en werd meteen voor grote moeilijkheden gesteld. Willem I had in de strijd tussen Oostenrijk en Pruisen over de Duitse heerschappij steeds de kant van Oostenrijk gekozen en Karel zette dit beleid voort. In 1866 trok hij voor Oostenrijk ten strijde, maar werd drie weken later na de Slag bij Königgrätz in Tauberbischofsheim verslagen. Württemberg was nu aan de genade van Pruisen overgeleverd en het noorden van het land werd bezet. In augustus 1866 sloten de landen echter vrede en de koning kwam er met een schadeloosstelling van 8.000.000 gulden van af. Er werd een geheim offensief en defensief verdrag gesloten tussen Pruisen en de Zuid-Duitse staten. Op het eind van deze strijd volgde een hernieuwde roep om democratie, maar deze had geen daadwerkelijke resultaten.

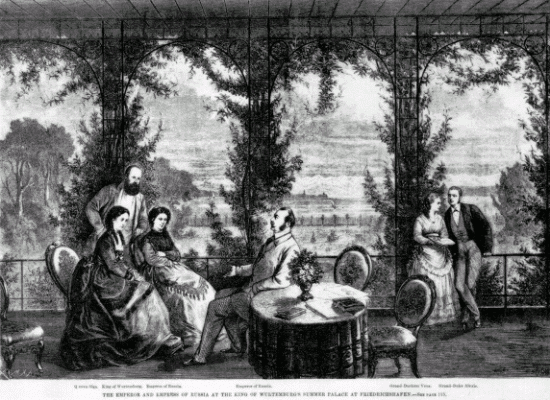
Bezoek van de tsaar aan Karels zomerpaleis te Friedrichshafen in 1871 (v.l.n.r. koningin Olga, koning Karel, tsarina Maria Alexandrovna, tsaar Alexander II, grootvorstin Vera en grootvorst Alexis)

Aan de kant van de katholieken en de democraten heersten er sterke anti-Pruisische sentimenten, maar Württemberg streed in de Frans-Pruisische Oorlog van 1870 wel aan de kant van Pruisen. Het werd in 1871 lid van het Duitse Keizerrijk dat werd opgezet onder de Pruisische koning Wilhelm I. Het land behield echter de controle over de eigen posterijen, telegrafie en spoorwegen en had enkele privileges wat betreft de belastingen en het leger. De tien jaar die volgden waren een periode van enthousiaste loyaliteit aan de nieuwe orde. Het volk eiste constitutionele hervormingen. Karel en zijn ministers wilden de conservatieve elementen in de regering versterken en voerden slechts enige kleine wetswijzigingen door.
Koning Karel stierf op 6 oktober 1891 plotseling. Uit zijn huwelijk met Olga werden geen kinderen geboren. Dit kwam waarschijnlijk vanwege de homoseksuele geaardheid van Karel. Daarom werd hij opgevolgd door zijn neef koning Willem II. Echter hadden Karel en Olga wel Vera Konstantinova geadopteerd. Vera was de tweede dochter van grootvorst Constantijn Nikolajevitsj en grootvorstin Alexandra Josipovna. Constantijn was een jongere broer van koningin Olga.

## Voorvaderen
| Karel I van Württemberg             | Karel I van Württemberg                                                                                            | Karel I van Württemberg                                                                                            | Karel I van Württemberg                                                                                    | Karel I van Württemberg                                                                                    | Karel I van Württemberg                                                                                            | Karel I van Württemberg                                                                                            | Karel I van Württemberg                                                                        | Karel I van Württemberg                                                                        |
| ----------------------------------- | --- | --- | --- | --- | --- | --- | ---------------------------------------------------------------------------------------------- | ---------------------------------------------------------------------------------------------- |
| Overgrootouders                     | Frederik Eugenius van Württemberg (1732–1797) ∞ 1753 Frederika Dorothea Sophia van Brandenburg-Schwedt (1736–1798) | Frederik Eugenius van Württemberg (1732–1797) ∞ 1753 Frederika Dorothea Sophia van Brandenburg-Schwedt (1736–1798) | Karel Willem Ferdinand van Brunswijk-Wolfenbüttel (1735–1806) ∞ Augusta Frederika van Hannover (1737–1813) | Karel Willem Ferdinand van Brunswijk-Wolfenbüttel (1735–1806) ∞ Augusta Frederika van Hannover (1737–1813) | Frederik Eugenius van Württemberg (1732–1797) ∞ 1753 Frederika Dorothea Sophia van Brandenburg-Schwedt (1736–1798) | Frederik Eugenius van Württemberg (1732–1797) ∞ 1753 Frederika Dorothea Sophia van Brandenburg-Schwedt (1736–1798) | Karel Christiaan van Nassau-Weilburg (1735-1788) ∞ 1736 Carolina van Oranje-Nassau (1743-1787) | Karel Christiaan van Nassau-Weilburg (1735-1788) ∞ 1736 Carolina van Oranje-Nassau (1743-1787) |
| Grootouders                         | Frederik I van Württemberg (1754–1816)' ∞ Augusta Caroline van Brunswijk (1764–1788)                               | Frederik I van Württemberg (1754–1816)' ∞ Augusta Caroline van Brunswijk (1764–1788)                               | Frederik I van Württemberg (1754–1816)' ∞ Augusta Caroline van Brunswijk (1764–1788)                       | Frederik I van Württemberg (1754–1816)' ∞ Augusta Caroline van Brunswijk (1764–1788)                       | Lodewijk van Württemberg (1756–1817) ∞ Henriëtte van Nassau-Weilburg (1780-1857)                                   | Lodewijk van Württemberg (1756–1817) ∞ Henriëtte van Nassau-Weilburg (1780-1857)                                   | Lodewijk van Württemberg (1756–1817) ∞ Henriëtte van Nassau-Weilburg (1780-1857)               | Lodewijk van Württemberg (1756–1817) ∞ Henriëtte van Nassau-Weilburg (1780-1857)               |
| Ouders                              | Willem I van Württemberg (1781–1846) ∞ Pauline van Württemberg (1800-1873)                                         | Willem I van Württemberg (1781–1846) ∞ Pauline van Württemberg (1800-1873)                                         | Willem I van Württemberg (1781–1846) ∞ Pauline van Württemberg (1800-1873)                                 | Willem I van Württemberg (1781–1846) ∞ Pauline van Württemberg (1800-1873)                                 | Willem I van Württemberg (1781–1846) ∞ Pauline van Württemberg (1800-1873)                                         | Willem I van Württemberg (1781–1846) ∞ Pauline van Württemberg (1800-1873)                                         | Willem I van Württemberg (1781–1846) ∞ Pauline van Württemberg (1800-1873)                     | Willem I van Württemberg (1781–1846) ∞ Pauline van Württemberg (1800-1873)                     |
| Karel I van Württemberg (1823–1881) | | | | | | |                                                                                                |                                                                                                |